# Carmel Lacal i Sorlí
Carmel Lacal i Sorlí (Carlet, segle xix - Carlet, novembre de 1897) fou un mestre d'obres, pintor i decorador valencià.
Des de molt jove va seguir estudis de pintura a l'Escola de Belles Arts de Sant Carles, a partir de l'octubre de 1875 els continuà a la de San Fernando de Madrid, i posteriorment a Roma. El 1880, estant en aquesta ciutat, va donar la seua obra Una estudiantina perquè es vengués a benefici de les víctimes d'una inundació que tingué lloc a Itàlia aquell any. A València participà assíduament en les activitats de l'Ateneu Científic, Artístic i Literari, i especialment com a vocal en l'organització de l'homenatge que, presidit per Joaquim Agrasot, es dedicà a Josep de Ribera amb motiu del tercer centenari del seu naixement. Fou amic íntim d'Antoni Cortina Farinós, amb qui col·laborà en algunes obres a València, entre les quals la construcció i decoració de la sala principal del Gran Café d'Espanya, i la del Saló Oriental del Café de París.
Entre les seues altres activitats cal esmentar la projecció d'obres urbanístiques a Carlet, com ara la instal·lació de les fonts públiques d'aigua potable al març de 1872, i l'obtenció el 1892 de la concessió per a realitzar el projecte del primer tramvia a vapor entre Alberic i València, que no arribà a executar.